# Syriskos-Maler

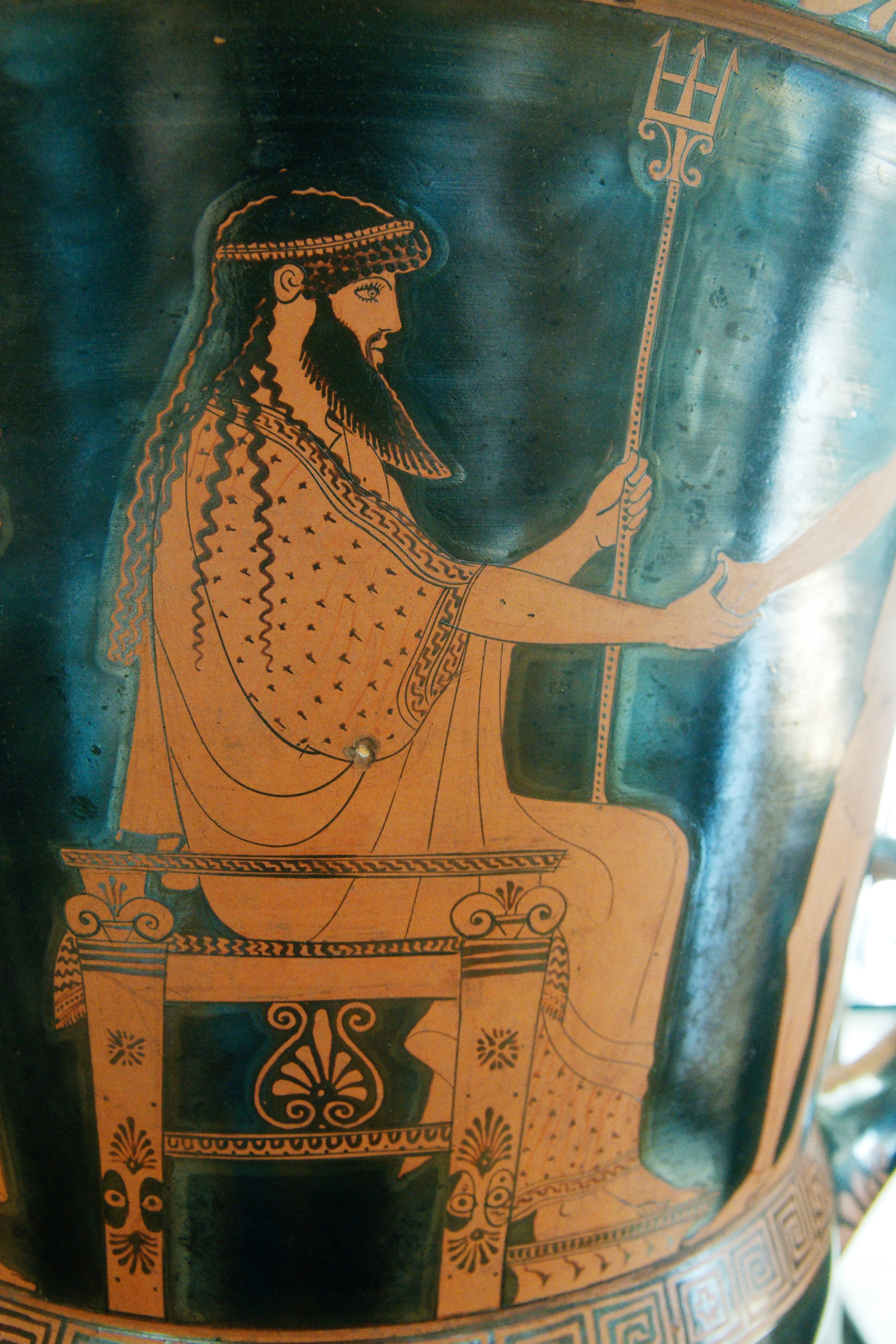
Kelchkrater des Syriskos-Malers (Detail): Thronender Poseidon. Paris, Cabinet des Médailles 418

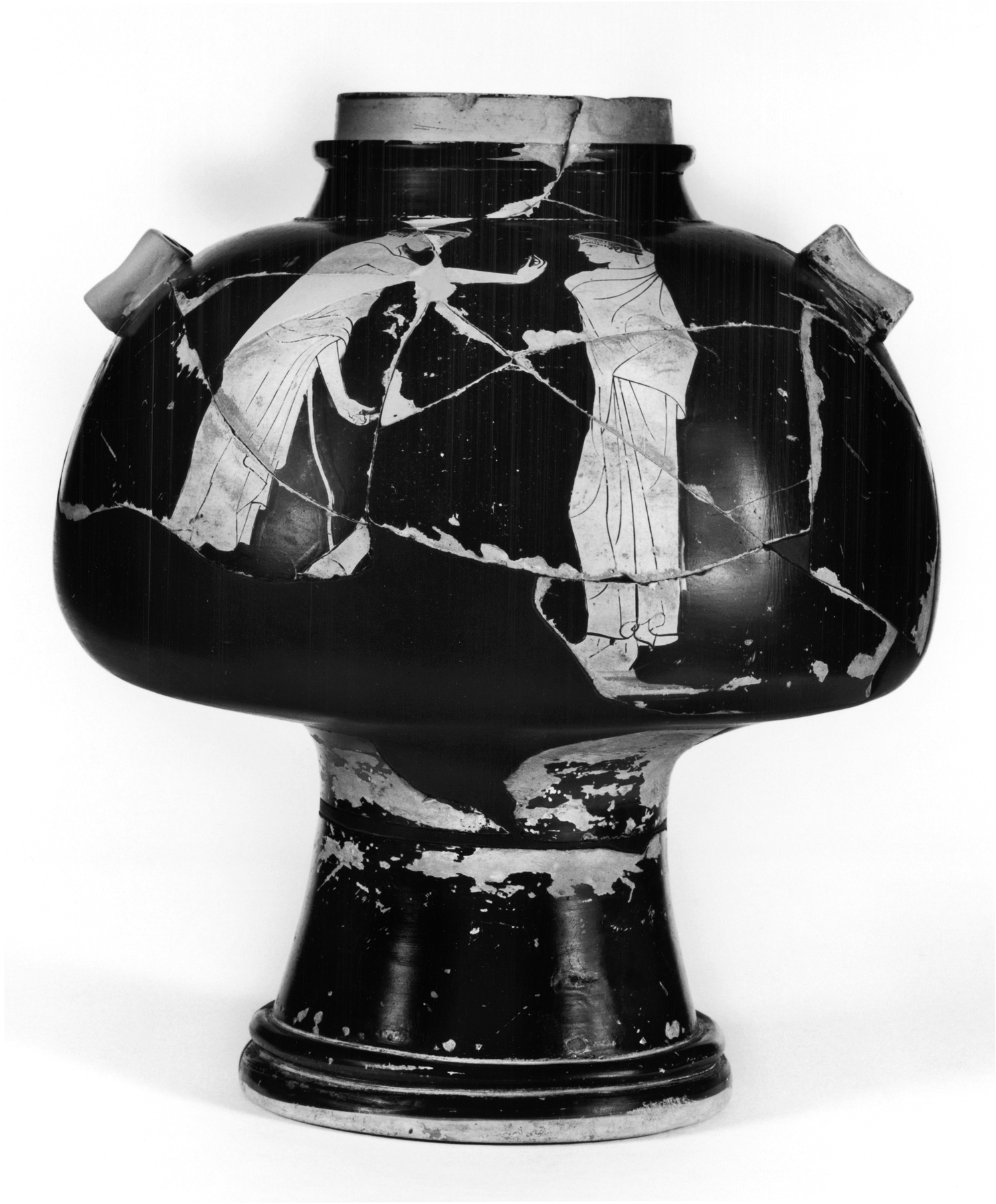
Psykter des Syriskos-Malers, Baltimore, Walters Art Museum 48.77

Als Syriskos-Maler wird ein attisch-rotfiguriger Vasenmaler bezeichnet, der um 490 bis 470 v. Chr. in Athen tätig war.
Benannt ist er nach dem Töpfer Syriskos, für den er einen von diesem signierten Astragalos bemalte. Stilistisch steht der Syriskos-Maler dem sogenannten Kopenhagen-Maler sehr nahe, John D. Beazley bezeichnete die beiden als „Brüder“. Inzwischen steht jedoch durch eine Signatur fest, dass der Kopenhagen-Maler identisch ist mit Syriskos, der nicht nur als Töpfer, sondern auch als Vasenmaler arbeitete.
Ursprünglich hatte John D. Beazley noch einen Kephalos-Maler geschieden, dessen Arbeiten er jedoch 1963 als Spätwerk des Syriskos-Malers definierte.